# 1981年亞洲城市象棋名手邀請賽
1981年亞洲城市象棋名手邀請賽，是第一屆亞洲城市象棋名手邀請賽，於1981年12月17日至18日在泰國首都曼谷舉行，由泰国潮州会馆承辦。

## 名次
1. 上海陈孝堃
2. 邯郸李来群
3. 上海胡荣华
4. 曼谷谢盖洲
5. 宁波徐天利
6. 常熟言穆江
7. 武汉柳大华
8. 曼谷刘伯良
9. 香港曾益谦
10. 香港李旭英
11. 古晋黄聪武
12. 澳门徐宝坤
13. 雅加达余仲明
14. 怡保黎金福
15. 马尼拉陈罗平
16. 新加坡林明彦